# Ткаченко, Платон Петрович

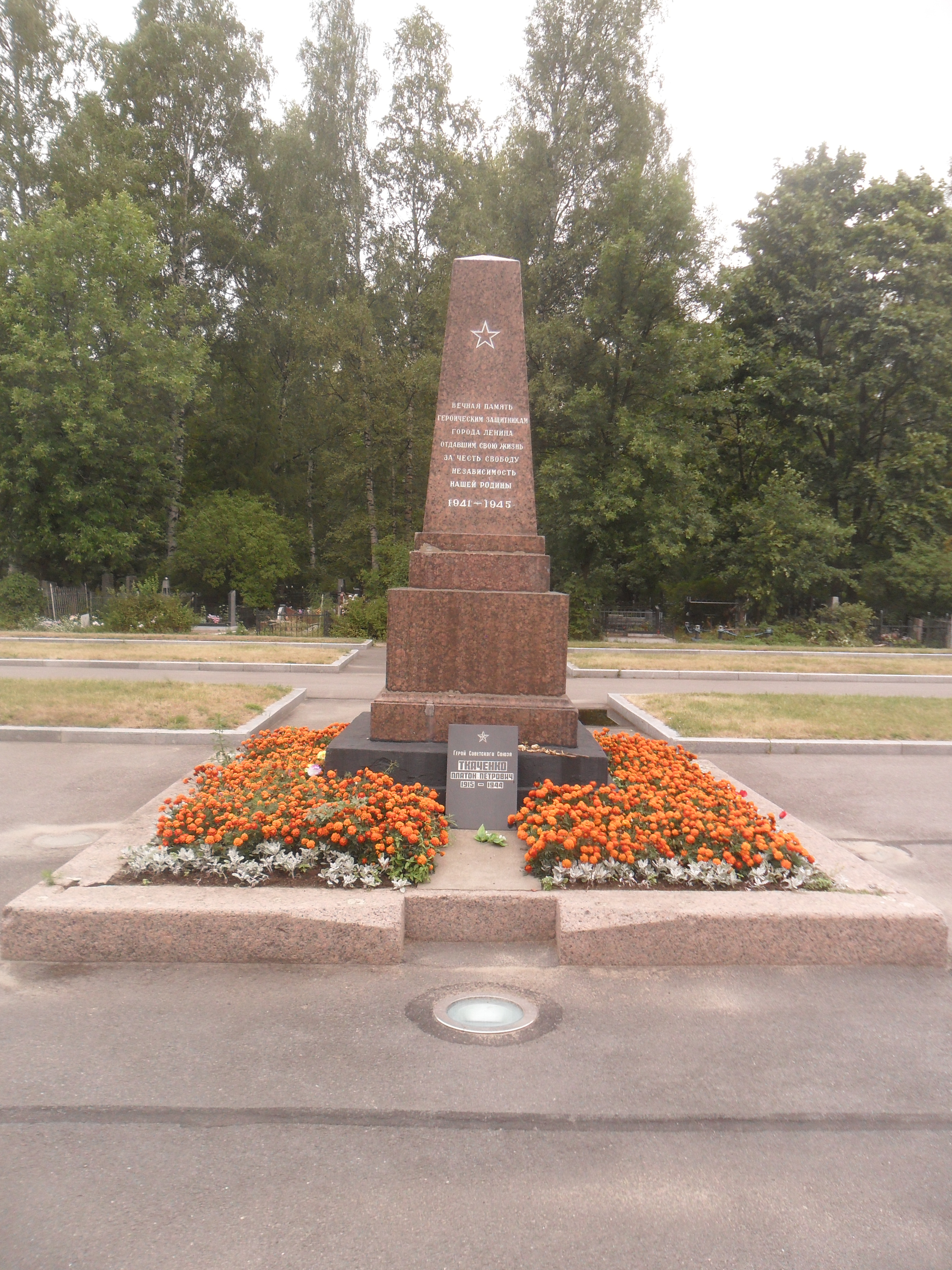
Братская могила на Богословском кладбище Санкт-Петербурга, где похоронен Ткаченко

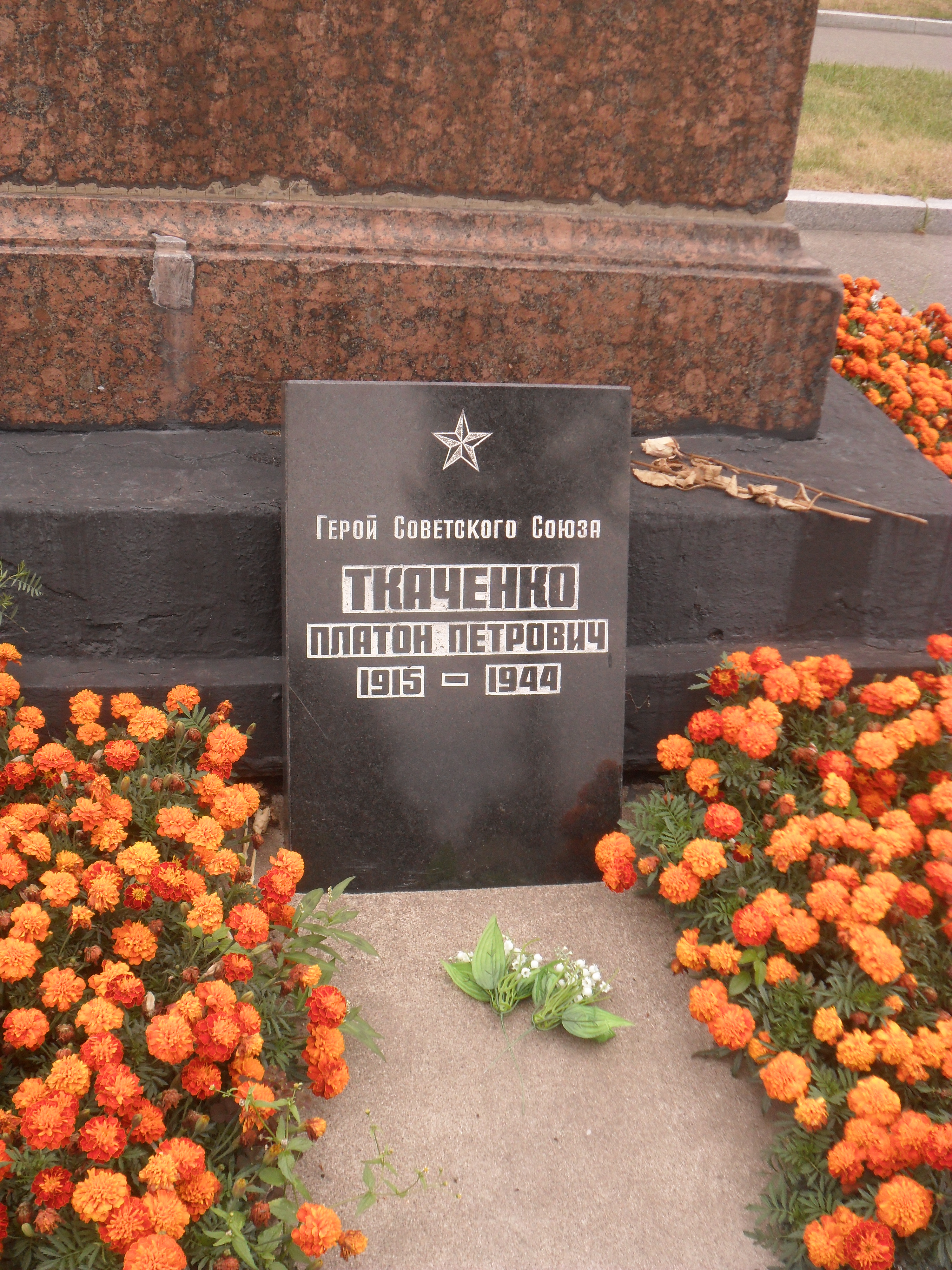
Плита на братской могиле

Платон Петрович Ткаченко (1915—1944) — командир танка 10-го танкового полка 10-й танковой бригады 38-й армии Юго-Западного фронта, гвардии старший лейтенант. Герой Советского Союза (1941).

## Биография
Родился в 1915 году в селе Фёдоровка (ныне в Кировоградской области Украины) в крестьянской семье. Украинец.
В 1929 году окончил начальную школу, в 1932 году — Ново-Стародубскую школу колхозной молодёжи, в 1935 году — Александрийский педагогический техникум. С 1935 года — преподаватель украинского языка и литературы Чечелиевской неполной школы Петровского района Кировоградской области.
В Красной армии с ноября 1938 года, по призыву. В мае 1939 года окончил школу младших командиров 35-й Краснознамённой легкотанковой бригады Ленинградского военного округа, далее служил в той же бригаде: командир танка, помощник командира танкового взвода. Участник советско-финской войны 1939—1940 годов. В 1940 году вместе с бригадой переброшен в состав Киевского особого военного округа. С марта 1941 года — командир танка в 43-й танковой дивизии 19-го механизированного корпуса в том же округе.
На фронте в Великую Отечественную войну с 27 июня 1941 года. Первый бой принял под городом Ровно, участник оборонительных приграничных сражений на Западной Украине и Киевской оборонительной операции. После того, как в 43-й танковой дивизии не осталось танков, в августе 1941 года назначен командиром танка в 10-й танковой бригаде Юго-Западного фронта.
Командир танка 10-го танкового полка младший сержант Платон Ткаченко в бою 24 сентября 1941 года в районе села Войновка Чутовского района Полтавской области Украинской ССР уничтожил противотанковое орудие и транспортную машину противника.
В бою 26 сентября 1941 года, прикрывая отход нашего подразделения, Ткаченко П. П. уничтожил два миномёта и противотанковое орудие противников; 28 сентября 1941 года в районе посёлка городского типа Чутово Полтавской области захватил и доставил в часть противотанковое орудие противника.
Указом Президиума Верховного Совета СССР «О присвоении звания Героя Советского Союза начальствующему составу Красной Армии» от 27 декабря 1941 года за «образцовое выполнение боевых заданий командования на фронте борьбы с немецкими захватчиками и проявленные при этом отвагу и геройство» младшему сержанту Ткаченко Платону Петровичу присвоено звание Героя Советского Союза с вручением ордена Ленина (№ 8005) и медали «Золотая Звезда» (№ 574).
Продолжал сражаться на Юго-Западном фронте в той же части. С марта 1942 года — заместитель политрука танковой роты 30-го учебного танкового полка, тогда же ему присвоено звание «младший политрук». В 1942 году окончил курсы при военно-политическим училище Уральского военного округа. Старший лейтенант с 7 ноября 1942 года. С ноября 1942 года — заместитель по политчасти командира танковой роты того же 30-го учебного танкового полка. В июне 1943 года окончил курсы командиров танковых рот при Ленинградской высшей офицерской школе бронетанковых войск имени В. М. Молотова. Член ВКП(б) с 1942 года.
В 1943 году старший лейтенант Ткаченко П. П. назначен командиром роты танков КВ-2 260-го отдельного танкового полка прорыва Ленинградского фронта, участник Ленинградско-Новгородской наступательной операции.
В первый день Выборгской наступательной операции полк был введён в бой в полосе 21-й армии Ленинградского фронта, имея боевую задачу прорыва оборонительного рубежа финских войск на реке Сестра на Карельском перешейке. В этом бою 10 июня 1944 года впереди своей роты атаковал противника и ворвался на финские позиции. Его экипажем были уничтожены 2 противотанковых орудия, 2 миномёта с расчётами, раздавлены 4 землянки с находившимися в них солдатами, уничтожено до 50 солдат врага. Погиб в этом бою.
В Санкт-Петербурге на безымянной дорожке Богословского кладбища на братском захоронении у обелиска героическим защитникам г. Ленинграда находится памятная доска П. П. Ткаченко.

## Награды
- Медаль «Золотая Звезда» (СССР) (27 декабря 1941);
- Орден Ленина (27 декабря 1941);
- Орден Отечественной войны 1-й степени (26.06.1944, посмертно).

## Память
Именем названа улица в родном селе Фёдоровка, там же установлена мемориальная доска в его честь. А также его именем названа школа в селе Новый Стародуб.